# Cratera em pedestal
Em geologia planetária, uma cratera em pedestal é uma cratera cujo ejecta se assenta sobre o terreno circundante formando assim uma plataforma elevada. Elas se formam quando uma cratera de impacto expele material que por sua vez forma uma camada resistente à erosão, e como consequencia a área próxima se erode mais devagar do que o resto da região. Alguns pedestais tem sido medidos apuradamente centenas de metros acima da área circundante. Isso implica que centenas de metros de materiais foram levados pela erosão. Isso faz com que tanto a cratera quanto  sua cobertura de ejecta se situem acima dos arredores. Crateras em pedestal foram observadas pela primeira vez durante as missões Mariner.

## Galeria

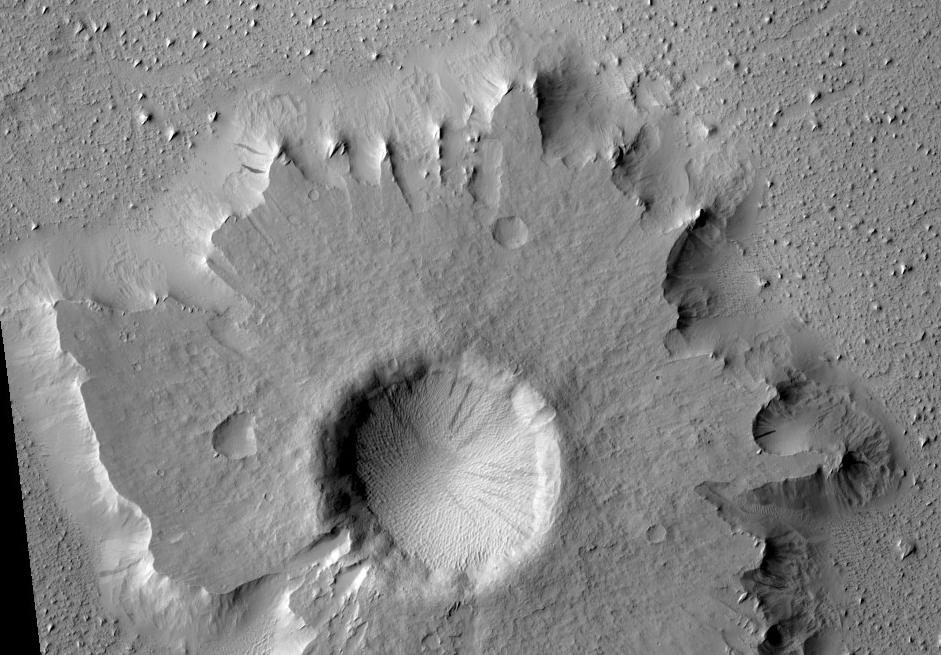
Cratera em pedestal no quadrângulo de Amazonis com riscas escuras, vista pela HiRISE.
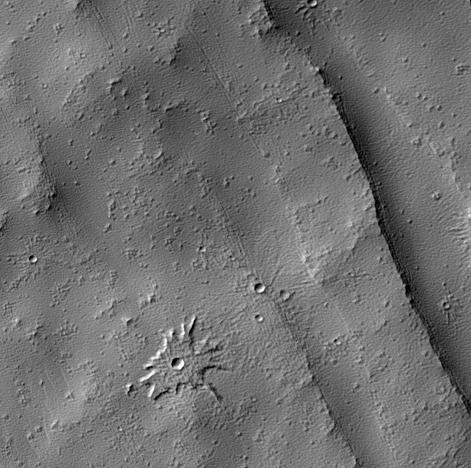
Cratera em pedestal em Biblis Patera, vista pela HiRISE.